# Jan Hanuš
Jan Hanuš (født 2. maj 1915 i Prag - død 30. juli 2004) var en tjekkisk komponist. Hanuš hører ligesom Viktor Kalabis og Miloslav Kabelac til det 20. århundredes vigtige tjekkiske komponister.
Hanuš blev født i Prag i det daværende Østrig-Ungarn (i dag Tjekkiet) og studerede på Prags Musikkonservatorium, hvorfra han fik eksamen i 1940. Hanuš komponerede i mange stilretninger, med bl.a. 7 symfonier, orkesterværker, operaer, kammermusik etc.
Hanus var i en del af sine kompositioner inspireret af tjekkiske nationale digtere som feks. Jaroslev Seifert.

## Udvalgte værker
- Symfoni nr. 1 (1942) - for alt og orkester
- Symfoni nr. 2 (1951) - for orkester
- Symfoni nr. 3 "Verdens Sandhed" (1956-1957) - for orkester
- Symfoni nr. 4 (1960) - for orkester
- Symfoni nr. 5 (1964-1965) - for orkester
- Symfoni nr. 6 (1978) - for orkester
- Symfoni nr. 7 (1989-1990) - for sopran, baryton, blandet kor og orkester
- "Symfoni koncertante" (1953) - for orgel, harpe, pauker og strygerorkester
- Violinkoncert (1986) - for violin og orkester
- "Prags Nætter" (1972) - for kammerorkester
- "Fortællinger" (Symfonisk  Triptykon) (1975) - for orkester
- "Flammerne" (1944) - opera
- "Prometheus fakkel" (1961) - opera